# Tit Flavi Sabí (cònsol 69)
Tit Flavi Sabí (en llatí Titus Flavius Sabinus) va ser un magistrat romà del segle i.
Va ser cònsol sufecte junt amb Marc Celi Sabí els mesos de maig i juny de l'any 69. Era un dels generals nomenats per Marc Salvi Otó per oposar-se a les forces de Vitel·li, però després de la victòria d'aquest darrer va reconèixer al nou emperador. Tillemont pensa que era un personatge diferent al Flavi Sabí prefecte de la ciutat i governador de Mèsia, i Tàcit no menciona el praenomen del prefecte de la ciutat, però sembla indicar que eren la mateixa persona. Probablement eren diferents perquè aquest general va ser enviat al nord d'Itàlia per Otó per combatre a Vitel·li, cosa molt improbable si era prefecte de la ciutat. D'altra banda, el seu nom segons les inscripcions era Titus però el prefecte de la ciutat no es podia dir Titus, ja que aquest era el nom del seu germà Vespasià. D'altra banda Vespasià portava el nom Titus com el seu pare, en contra del costum de donar el mateix nom al fill gran, cosa que només s'explicaria si un fill més gran que Flavi Sabí hagués mort jove, abans del naixement de Vespasià, i després va néixer aquest i va rebre el nom Titus que havia quedat vacant.